# Quasar (quatuor de saxophones)
Pour les articles homonymes, voir Quasar (homonymie).
 (juillet 2020).
Quasar est un quatuor de saxophones québécois fondé en 1994, œuvrant dans le milieu de la musique contemporaine.

## Membres
- Marie-Chantal Leclair : saxophone soprano
- Mathieu Leclair : saxophone alto
- André Leroux : saxophone ténor
- Jean-Marc Bouchard : saxophone baryton

## Discographie

### Participation
- 2020 : Éric Normand - Démission définitive du patron
- 2015 : Jean Derome - Musiques de chambres 1992-2002 (Ambiances Magnétiques)
- 2015 : Simon Martin - Simon Martin: Hommage à Leduc, Borduas et Riopelle (Collection QB)
- 2007 : André Hamel - La trilogie du Presto (ATMA Classique)
- 2003 : Tim Brady - Unison Rituals (Ambiances Magnétiques)

## Distinctions

### Récompenses
- 2003 - Prix Opus Concert de l'année musiques actuelle, électroacoustique pour Électrochocs[1]
- 2005 - Prix Opus Création de l'année pour La plénitude du vide (Jean-François Laporte, 2005)[1]
- 2007 - Prix Opus Concert de l'année musiques actuelle, électroacoustique pour Électro Energico[1]
- 2009 - Canadian Music Centre Ambassador
- 2011 - Prix Opus Interprète de l’année[1]
- 2014 - Prix Opus Concert de l'année musiques actuelle, électroacoustique pour De souffles et de machines ii[1]
- 2015 - Prix Opus Concert de l'année musiques actuelle, électroacoustique pour J’m'en sax!  de Michel Smith[1]
- 2019 - Prix Amis de la musique canadienne[2]
- 2020 - Prix Opus Concert de l'année musiques actuelle, électroacoustique pour Cathédrale-Métal[1]
- 2020 - Prix Opus Création de l'année pour Ode au Métal de Sonia Paço-Rocchia[1]
- 2021 - Prix Opus Rayonnement à l'étranger, CINARS[1]

### Nominations
- 2001 - Prix Opus Disque de l'année musiques actuelle, contemporaine, électroacoustique pour Quasar[1]
- 2003 - Prix Opus Concert de l'année Montréal pour Électrochocs[1]
- 2003 - Prix Opus Concert de l'année Montréal pour Licks and Brains[1]
- 2003 - Prix Opus Disque de l'année musiques moderne, contemporaine pour Unison Ritual[1]
- 2003 - Prix Opus Création de l'année pour Pim'Po (Michel Frigon, 2003)[1]
- 2006 - Prix Opus Concert de l'année musiques actuelle, électroacoustique pour In Vivo III[1]
- 2007 - Prix Opus Concert de l'année musiques actuelle, électroacoustique pour Ondes de choc[1]
- 2007 - Prix Opus Disque de l'année musiques moderne, contemporaine pour La trilogie du Presto[1]
- 2008 - Prix Opus Concert de l'année Montréal pour Concerts Voyages Montréal - New York[1]
- 2008 - Prix Opus Concert de l'année musiques actuelle, électroacoustique pour In Vivo V[1]
- 2008 - Prix Opus Création de l'année pour Glitch (Geof Holbrook, 2008)[1]
- 2009 - Prix Opus Concert de l'année musiques actuelle, électroacoustique pour Opération numérique[1]
- 2009 - Prix Opus Disque de l'année musiques moderne, contemporaine pour Miroir des vents[1]
- 2010 - Prix Opus Concert de l'année musiques actuelle, électroacoustique pour Les Mutations dynamiques[1]
- 2011 - Prix Opus Concert de l'année musiques actuelle, électroacoustique pour En trois mouvements[1]
- 2011 - Prix Opus Création de l'année pour Ball Jam (Zack Settel, 2011)[1]
- 2013 - Prix Opus Concert de l'année musiques actuelle, électroacoustique pour In Vivo VII : Le cri des oiseaux fous[1]
- 2013 - Prix Opus Création de l'année pour L'Océantume (Luc Marcel, 2013)[1]
- 2014 - Prix Opus Concert de l'année Montréal pour De souffles et de machines[1]
- 2014 - Prix Opus Concert de l'année musiques moderne, contemporaine pour Workers Union[1]
- 2014 - Prix Opus Concert de l'année répertoires multiples pour De Bach à Zappa[1]
- 2014 - Prix Opus Création de l'année pour Les pâleurs de la lune (Pierre Alexandre Tremblay, 2014)[1]
- 2015 - Prix Opus Création de l'année pour J'm'en sax! (Michel Smith, 2015)[1]
- 2018 - Grand Prix du Conseil des Arts de Montréal Finalistes[3]
- 2016 - Prix Opus Disque de l'année musiques moderne, contemporaine pour Simon Martin: Hommage à Leduc, Borduas et Riopelle[1]
- 2018 - Prix Opus Concert de l'année musiques actuelle, électroacoustique pour QUASAR-Chestra[1]
- 2018 - Prix Opus Concert de l'année musiques actuelle, électroacoustique pour Territoires sonores ii[1]
- 2020 - Prix Opus Concert de l'année musiques moderne, contemporaine pour Cathédrale-Lumière[1]
- 2021 - Prix Opus Concert de l'année musiques moderne, contemporaine pour Quasar a 25 ans[1]